# Piedra Pinta
Piedra Pinta är en ort i Mexiko.   Den ligger i kommunen Zapotitlán Tablas och delstaten Guerrero, i den sydöstra delen av landet, 230 km söder om huvudstaden Mexico City. Piedra Pinta ligger 1 923 meter över havet och antalet invånare är 143.
Terrängen runt Piedra Pinta är lite bergig. Runt Piedra Pinta är det ganska glesbefolkat, med 40 invånare per kvadratkilometer. Närmaste större samhälle är Copanatoyac, 12,7 km nordost om Piedra Pinta. I omgivningarna runt Piedra Pinta växer huvudsakligen savannskog.